# Prinses Beatrix (schip, 1939)
De MS Prinses Beatrix was een veerboot gebouwd op de scheepswerf Koninklijke Maatschappij De Schelde te Vlissingen. Ze werd in 1939 door prins Bernhard te water gelaten.
De eerste reis van de Prinses Beatrix was op 3 juli 1939 van Vlissingen naar Harwich aan de westkust van Engeland. Op 2 september van hetzelfde jaar werd ze opgelegd in Vlissingen.

## Tweede Wereldoorlog
In verband met de Duitse aanval op Nederland aan het begin van de Tweede Wereldoorlog vertrok de veerboot op 10 mei 1940 naar de rede van Duins voor de Zuid-Engelse kust en op 15 mei arriveerde ze in Londen om op 17 mei te worden overgedragen aan het Engelse Ministry of War Transport. De boot werd meteen ingezet bij de evacuatie van Belgische, Nederlandse en Franse militairen van het Europese vasteland naar het Verenigd Koninkrijk. Zo werd personeel en materieel van de eerste divisie van de Nederlandse Marechaussee op 10 juni 1940 van Brest naar Plymouth gebracht. Op de werf van Harland & Wolff in het Ierse Belfast werd de boot na deze inzet verbouwd tot troepentransportschip en lichtgrijs geverfd.
Op 9 September 1943 nam ze deel aan de amfibische landingen bij Salerno tijdens Operatie Avalanche door troepen van de Britse 56de 'Black Cats' Divisie te vervoeren.

## Na 1945
Na de oorlog keerde de Prinses Beatrix terug in Vlissingen. Bij scheepswerf De Schelde volgde herinrichting tot veerboot. Overdag konden er ruim 1400 passagiers worden meegenomen en 's nachts bijna driehonderd. De Batavier Lijn nam haar in charter voor de lijn Rotterdam - Harwich. In 1948 volgde een verbouwing waarna ze twintig jaar lang werd ingezet op de lijn Hoek van Holland - Harwich. In 1968 werd ze opgelegd en eind 1969 naar Antwerpen gesleept om te worden gesloopt.